# Klaus Rheidt
Klaus Rheidt (* 1955 in Neuss) ist ein deutscher Bauforscher und emeritierter Professor für Baugeschichte.
Klaus Rheidt studierte zwischen 1975 und 1984 Architektur an der Universität Karlsruhe, wo er von 1979 bis 1989 auch wissenschaftliche Hilfskraft am Institut für Baugeschichte war. Von 1978 bis 1989 nahm er regelmäßig an den Ausgrabungen des Deutschen Archäologischen Instituts in Pergamon teil, 1984 zudem in Karthago. Von 1985 bis 1989 bearbeitete Rheidt als Forschungsstipendiat des Deutschen Archäologischen Instituts die Byzantinische Wohnstadt von Pergamon, 1988/1989 bereiste er als Inhaber des Reisestipendiums des Deutschen Archäologischen Instituts den Mittelmeerraum.
Die Promotion Rheidts zum Dr.-Ing. erfolgte 1989 mit der Dissertation Die Byzantinische Wohnstadt von Pergamon. 1990 wurde er Wissenschaftlicher Angestellter beim Teilprojekt A2 Studien zur Geschichte von Baukonstruktion und Bautechnik des Sonderforschungsbereiches 315 Erhalten historisch bedeutsamer Bauwerke der Deutschen Forschungsgemeinschaft, das am Institut für Baugeschichte der Universität Karlsruhe angesiedelt war. Im Jahr darauf wechselte Rheidt zum Deutschen Archäologischen Institut, wo er Referent für Bauforschung an der Abteilung Istanbul wurde und die Ausgrabungen des Institutes in Aizanoi leitete. 1994 wechselte er nach Berlin in die Zentrale des Deutschen Archäologischen Instituts und wurde dort Referent für antike Bauforschung, die Forschungen im Rahmen des Baalbek-Projektes finden dort unter seiner Leitung statt. Rheidt war von 2002 bis zu seiner Emeritierung 2022 Inhaber des Lehrstuhls für Baugeschichte an der Brandenburgischen Technischen Universität Cottbus beziehungsweise Cottbus-Senftenberg.
Rheidt war bis zu ihrem Tod 2018 mit der Bauforscherin Ulrike Wulf-Rheidt verheiratet.

## Schriften
- Die byzantinische Wohnstadt (= Altertümer von Pergamon. Band 15: Die Stadtgrabung. Teil 2). de Gruyter, Berlin u. a. 1991, ISBN 3-11-012621-4.
- mit Ulrike Wulf: Die Matthias-Kapelle auf der Oberburg bei Kobern (= Materialien zu Bauforschung und Baugeschichte. Band 2, ISSN 0940-578X). Institut für Baugeschichte, Karlsruhe 1991.
- als Herausgeber mit Ernst-Ludwig Schwandner: Stadt und Umland. Neue Ergebnisse der archäologischen Bau- und Siedlungsforschung (= Diskussionen zur archäologischen Bauforschung. Band 7). von Zabern, Mainz 1999, ISBN 3-8053-2520-7.
- als Herausgeber mit Barbara Anna Lutz: Peter Behrens, Theodor Wiegand und die Villa in Dahlem. von Zabern, Mainz 2004, ISBN 3-8053-3374-9.
- als Herausgeber mit Ernst-Ludwig Schwandner: Macht der Architektur – Architektur der Macht (= Diskussionen zur archäologischen Bauforschung. Band 8). von Zabern, Mainz 2004, ISBN 3-8053-3382-X.
- als Herausgeber: Aizanoi und Anatolien. Neue Entdeckungen zur Geschichte und Archäologie im Hochland des westlichen Kleinasien (= Zaberns Bildbände zur Archäologie.). von Zabern, Mainz 2010, ISBN 978-3-8053-4169-1.